# Davidovka (concentratiekamp)
Davidovka was een concentratiekamp tijdens de Tweede Wereldoorlog gelegen in Davidovka, nabij Minsk, de hoofdstad van Wit-Rusland. 

## Geschiedenis
Gedurende de Tweede Wereldoorlog beschikten ook de bondgenoten van de Duitsers over concentratiekampen. Davidovka werd opgericht als werkkamp in Oekraïne en stond onder toezicht van Hongarije.